# Koeru

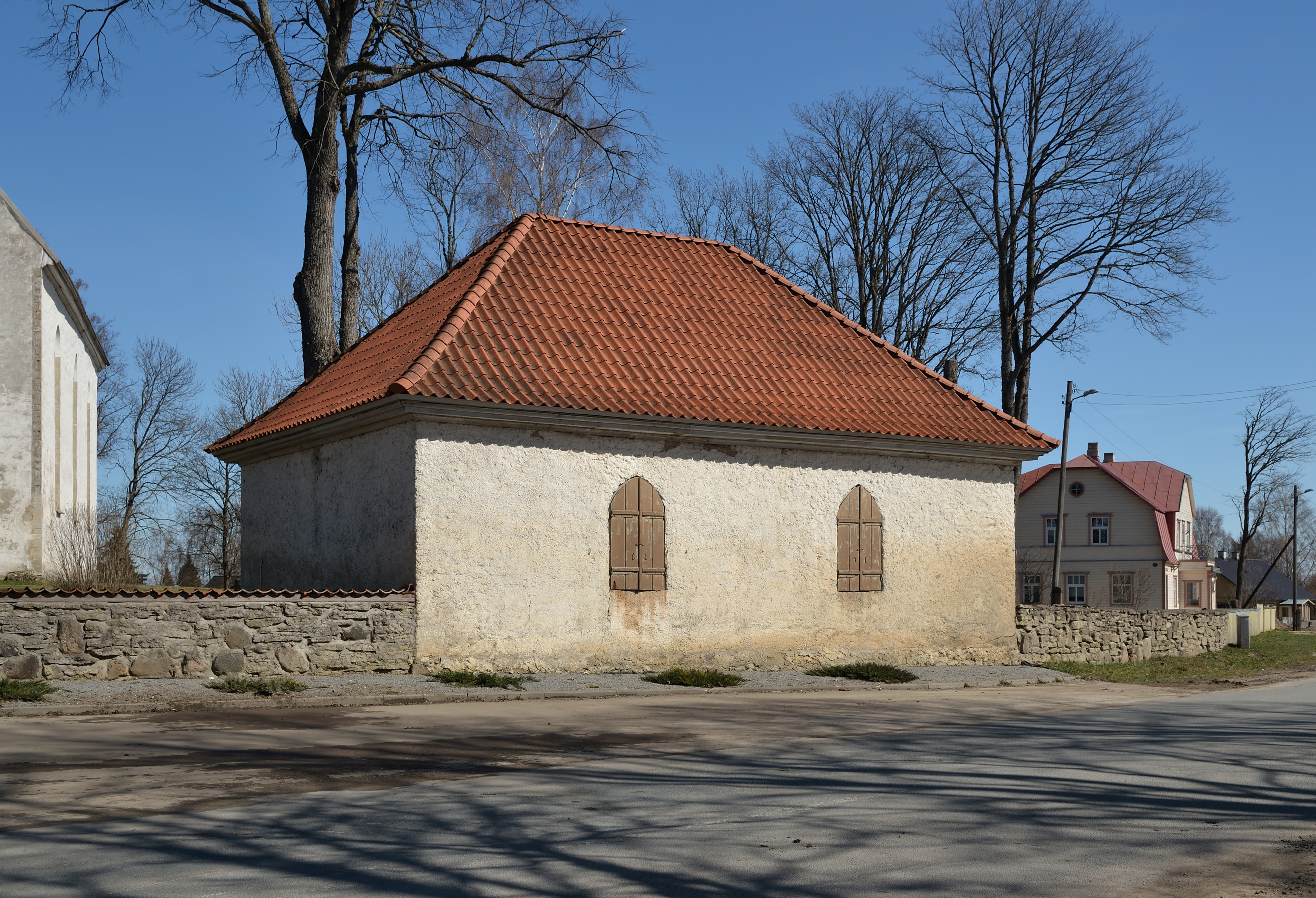
Temetőkápolna

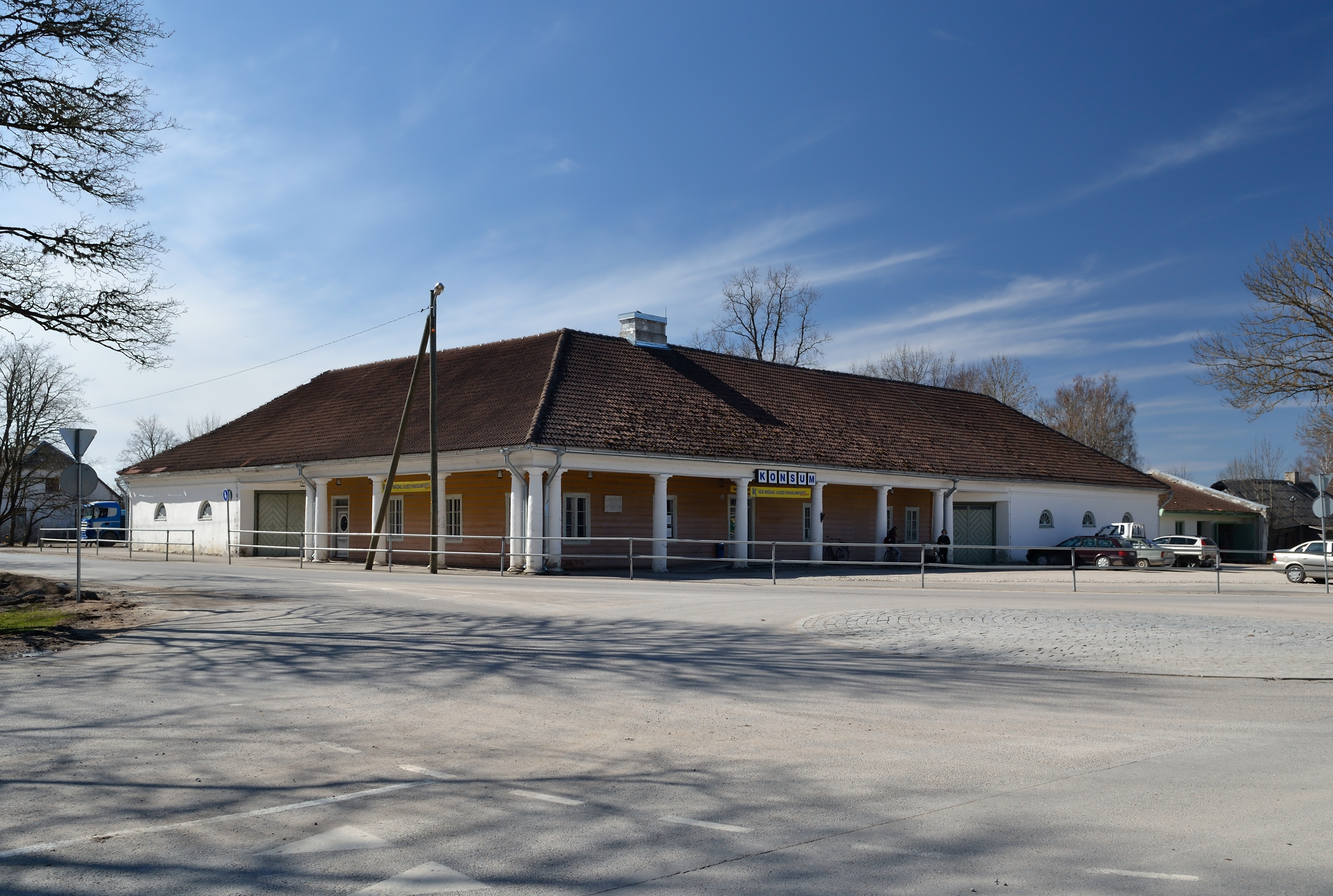
Fogadó

Koeru kisváros (Alevik) Észtország Järvamaa megyéjében, Järva községében. A 2017-es közigazgatási reform előtt Koeru község székhelye volt.

## Fekvése
Észtország középső részén fekszik. A községi székhelytől Järva-Jaanitól 13 km-re délkeletre, a megyeszékhelytől Paidétől 33 km-re keletre. A Mäeküla-Kapu között haladó 25-ös főút mentén, melyen át elérhető a Tallinnt Tartuval és Võruval összekötő 2-es autópálya. Az Aruküla-kastély, az egykori majorság központja, jelenleg a városhoz tartozik, nem a szomszédos Aruküla (németül:Arroküll) faluhoz.

## Története
Aruküla falut és a majorságot a 17. század első felében említik először. Koeru város a 19. század végén épült ki a Mária Magdolna templom és a postaállomás köré. A város egyházközségi székhely és a "Majak" termelőszövetkezet (közös gazdaság) központja is.

## Népessége
A település népessége az utóbbi években az alábbi módon alakult:
| Lakosok száma | 1178 | 932  | 1002 | 1121 |
|               | 2011 | 2019 | 2020 | 2021 |

## Látnivalók
- Mária Magdolna templom és a temetőkápolna
- Aruküla-kastély
- Koerui Helytörténeti Múzeum
- Koerui Városi Könyvtár
- Fogadó (egykor: Postaállomás)
- Az 1905-ös forradalom emlékműve, Juhan Raudsepp 1935-ben készült alkotása

## Híres személyek
- A településhez tartozó Aruküla-kastély birtokosa volt gróf Lennart Torstenson (1603–1651) svéd tábornok, hadmérnök
- A településhez tartozó egyik majorságban született 1972. február 28-án Karl Ernst von Baer (1792–1876) észt természettudós
- Itt született 1898. június 24-én Karl Selter (1898–1958) észt politikus, külügyminiszter
- 1911 és 1913 között az itteni német iskolában tanult Eduard Wiiralt (1898–1954) észt grafikus
- Itt született 1920. október 7-én Kalju Lepik (1920–1999) észt költő
- Itt született 1947. július 4-én Lembit Ulfsak (1947–2017) észt színész
- Itt született 1985. május 25-én Gert Kams (1985–) észt labdarúgó, az FC Flora játékosa

## Érdekesség
A város közelében fekvő Kapu (németül: Kappo) faluban található Észtország legmagasabb építménye, az 1987-ben épült 349,5 méter magas Koeru TV-torony.

## Fordítás
- Ez a szócikk részben vagy egészben  a   Koeru című észt Wikipédia-szócikk ezen változatának fordításán alapul.  Az eredeti cikk szerkesztőit annak laptörténete sorolja fel. Ez a jelzés csupán a megfogalmazás eredetét és a szerzői jogokat jelzi, nem szolgál a cikkben szereplő információk forrásmegjelöléseként.